# Magyaregregy
Magyaregregy es un pueblo ubicado en el distrito de Komló, en el condado de Baranya, Hungría.

## Superficie
Posee una superficie de 26,81 kilómetros cuadrados.

## Demografía
Hasta 2019 la población era de 709 habitantes, con una densidad de población de 26,45 habitantes por kilómetro cuadrado.